# Archibald Henderson
Pour les articles homonymes, voir Henderson.
Archibald Henderson, surnommé le Grand old man of the Marine Corps, né le 21 janvier 1783 à Colchester en Virginie et mort le 6 janvier 1859 à Washington, est un officier du Corps des Marines des États-Unis, célèbre pour avoir été le Commandant of the Marine Corps (1820-1859) et avoir servi ce corps durant 53 années (1806-1859) soit la plus longue durée à ce poste.
Il a participé à la guerre anglo-américaine de 1812, aux guerres indiennes et à la guerre américano-mexicaine.

## Reconnaissance
Le navire USS Henderson et le camp Henderson Hall à Arlington en Virginie sont nommés d'après son nom.

## Promotions
- Second Lieutenant - 4 juin 1806
- First Lieutenant - 6 mars 1807
- Captain - 1er avril 1811
- Brevet Major - 1814
- Lieutenant Colonel Commandant - 17 octobre 1820
- Colonel Commandant - 1er juillet 1834
- Brevet Brigadier General - 27 janvier 1837